# Sidi Daoud (Marocco)
Sidi Daoud  (in arabo سيدي داود‎?) è un centro abitato e comune rurale del Marocco situato nella provincia di Moulay Yacoub, regione di Fès-Meknès. Conta una popolazione di 12 771 abitanti (censimento 2014).